# Щербаковський Стефан Васильович
Стефан (Степан) Васильович Щербаковський (1874—1918) — російський військовий полковий священник, протоієрей. П'ятий за рахунком священник РПЦ, нагороджений орденом Святого Георгія 4-го ступеня.

## Біографія
Степан Щербаковський народився 2 серпня 1874 року в Одесі (або поблизу Одеси), син псаломника.

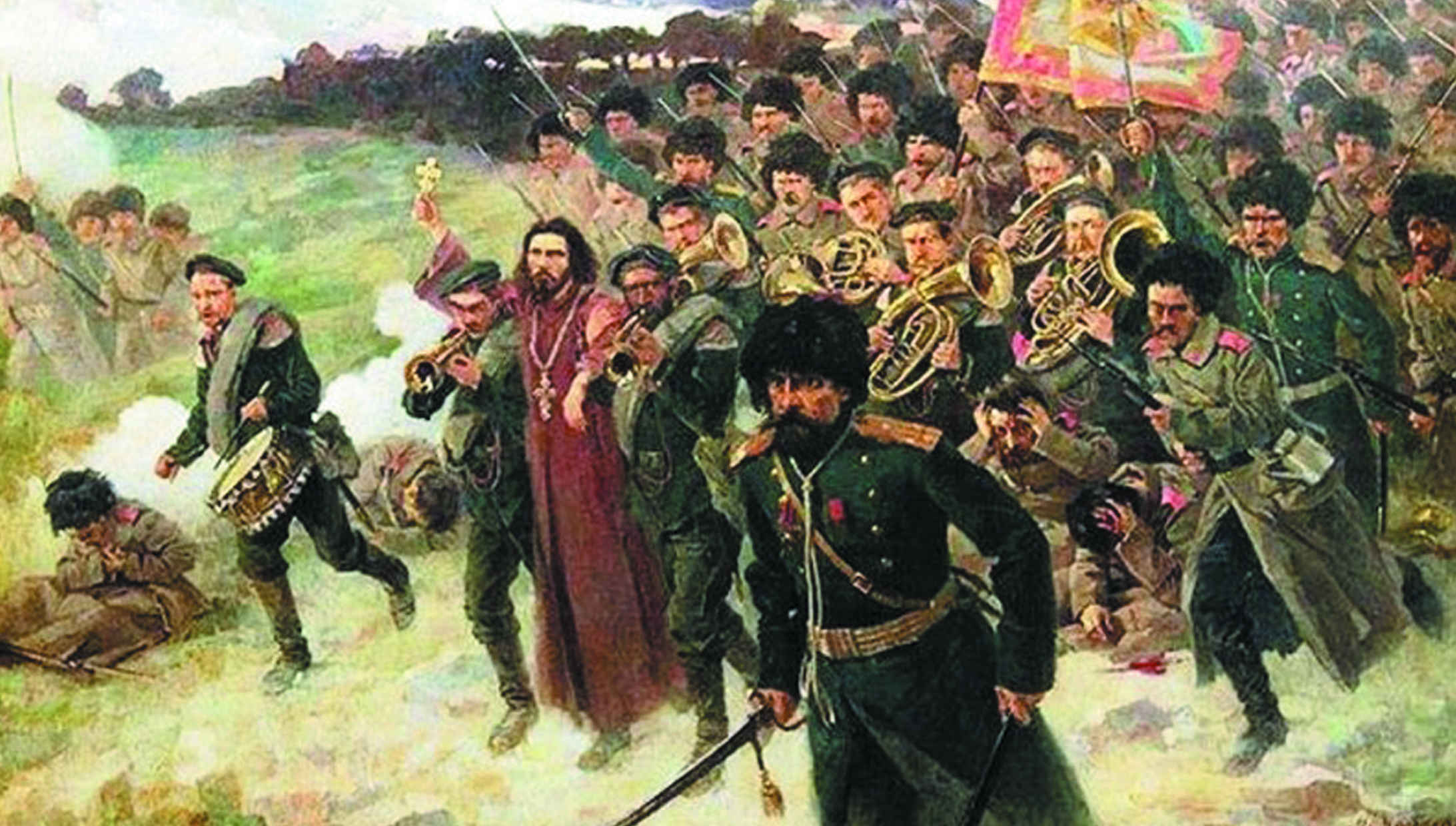
Стефан Щербаковський у бою під Тюренченом (1904 рік)

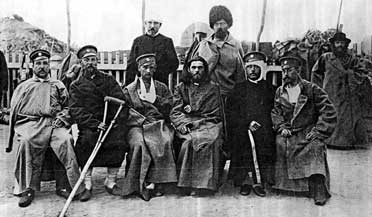
Поранені під Тюренченом, 1904 рік. Четвертий зліва у першому ряду — Стефан Щербаковський.

Закінчив Одеську духовну семінарію у 1896 році.
У 1896—1898 роках — псаломник, у 1898—1901 — священник Єпархіального відомства.
З 1901 року — полковий священник (ієрей) Російської імператорської армії, 11-го Східно-Сибірського стрілецького полку, де служив до 1906 року.
Учасник Російсько-японської війни, зокрема бою під Тюренченом у Маньчжурії, де був двічі поранений, ставши п'ятим православним священником, нагородженим орденом Святого Георгія. Після поранення перебував на лікуванні в Харбіні, а його дружина залишалася сестрою милосердя в Порт-Артурі.
З 1906 по 1910 роки навчався в Санкт-Петербурзькій духовній академії, здобув ступінь кандидата богослов'я. Одночасно з навчанням служив священником.
Після закінчення академії служив:
- Санкт-Петербург, церква на честь Святого мученика Мирона при лейбгвардії Єгерському полку (1906), ієрей
- Санкт-Петербург, домовий храм Протопресвітера військового та морського духовенства (1906—1910), ієрей
- Санкт-Петербург, церква праведних Захарія та Єлизавети при лейбгвардії Кавалергардському полку (1910—1912), ієрей
- У 1912 році був зведений у сан протоієрея.
- Санкт-Петербург, церква праведних Захарія та Єлизавети при лейбгвардії Кавалергардському полку (1912—1914), протоієрей
- Російська імператорська армія, Кавалергардський Її Величності Государині Марії Федорівни полк (1914—1918), протоієрей; полковий священник, благочинний 1-ї кавалерійської дивізії.

Після Жовтневого перевороту Щербаковський служив в Одесі. Тут у 1918 році його заарештували органи Одеської ЧК і засудили. Вирок — найвища міра покарання, розстріл, виконаний того ж року.
Стефан Щербаковський — прадід митрополита Петрозаводського і Карельського Костянтина (Горянова).

## Нагороди
- Орден Святого Георгія 4-го ступеня (27 листопада 1904 — за доблесний подвиг мужності та безстрашності, здійснений у Тюренченському бою 18 квітня 1904 року з японцями);
- Орден Святого Володимира 4-го ступеня з мечами (26 грудня 1904);
- Орден Святої Анни 2-го ступеня з мечами (15 червня 1905);
- Золотий наперсний хрест на Георгіївській стрічці з Кабінету Її Імператорської Величності (1906);
- Орден Святого Володимира 3-го ступеня з мечами (6 листопада 1914 — за бої 30 липня 1914 року біля села Ваббельн та 6 серпня 1914 року біля села Каушен).

У 1914 році був представлений до ордена Святої Анни 1-го ступеня за участь у боях 24 вересня 1904 року, але подання було відхилене.